# Robert Z. Leonard

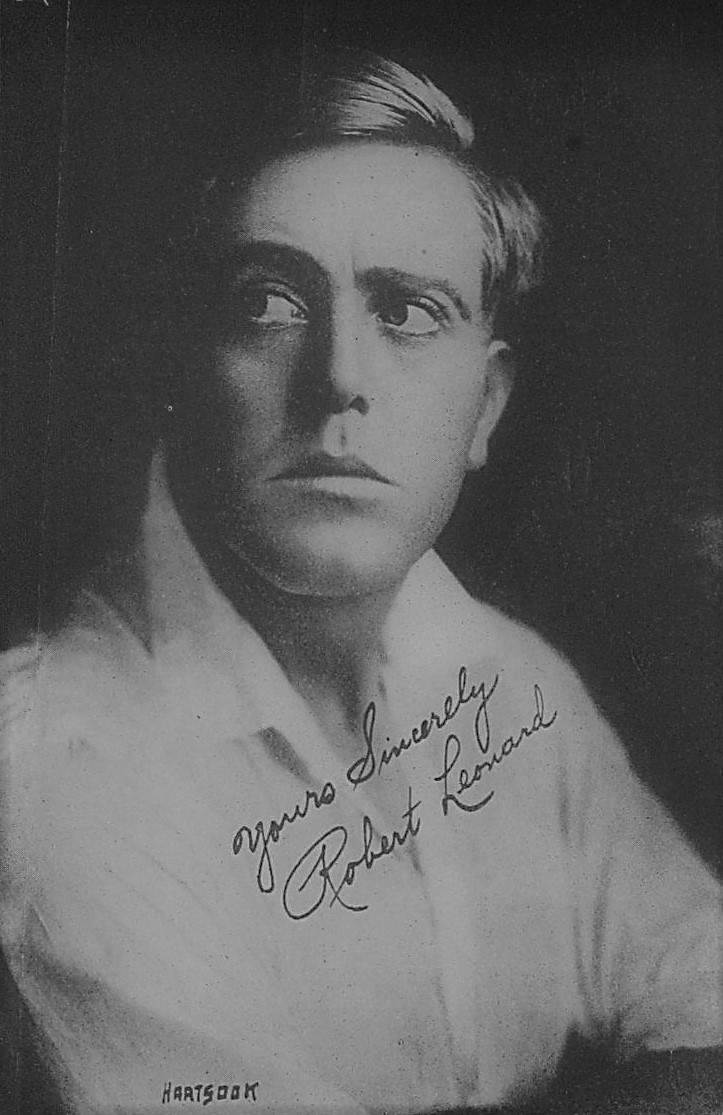
Robert Z. Leonard (1915)

Robert Zigler Leonard (* 7. Oktober 1889 in Chicago, Illinois; † 27. August 1968 in Beverly Hills, Kalifornien) war ein US-amerikanischer Filmregisseur. 

## Karriere
Leonard arbeitete mit großem Erfolg zunächst bei Metro Pictures Corporation und, nach deren Verschmelzung mit anderen Gesellschaften, bei MGM. Er übernahm die Regie bei vielen prestigeträchtigen Produktionen und galt neben Clarence Brown als einer der Hausregisseure, der besonders gut mit den weiblichen Topstars des Studios zurechtkam. Er arbeitete mit Greta Garbo, Norma Shearer sowie Joan Crawford. Eine Zeitlang war er verantwortlich für die Filme von Marion Davies, die mit Leonard, den sie „Pop“ nannte, ausgezeichnet zurechtkam. Zwar erreichte Davies nicht ganz das Niveau ihrer Zusammenarbeit mit King Vidor, doch die zeitgenössische Presse lobte besonders ihre Komödien mit Leonard wie It’s a Wise Child und Peg o’ My Heart. Besonders oft arbeitete er mit dem singenden Leinwandpaar Jeanette MacDonald und Nelson Eddy zusammen, deren ersten Erfolg Tolle Marietta er 1935 mit viel Aufwand auf die Leinwand brachte. Die Produktion von Maienzeit aus dem Jahr 1937, der Verfilmung einer beliebten Operette mit den beiden Stars in den Hauptrollen und John Barrymore in einer gehaltvollen Nebenrolle, war die letzte, die Irving Thalberg als Produzent anstieß, und die weltweit erfolgreichste des Jahres. 
Leonard wurde 1936 die kostspieligste Studioproduktion seit Ben Hur anvertraut: die weitschweifig erzählte Lebensgeschichte des Broadway-Impresarios Florence Ziegfeld, die unter dem bezeichnenden Namen The Great Ziegfeld in den Verleih kam. Neben William Powell und Myrna Loy spielte auch die neueste Entdeckung aus Europa, Luise Rainer, mit, die für ihren gut 15-minütigen Auftritt zur allgemeinen Überraschung den Oscar als beste Hauptdarstellerin erhielt. Die zentrale Revuenummer A Pretty Girl Is Like a Melody, die fast fünf Minuten dauert, gilt als die spektakulärste Inszenierung aller MGM-Musicals. Zu den bekannteren Filmen von Leonard gehörten auch die Jane-Austen-Adaption Stolz und Vorurteil mit Greer Garson und Laurence Olivier von 1940 sowie Weekend im Waldorf, die 1945 mit einer Starbesetzung geschaffene kostspielige Neuverfilmung von Menschen im Hotel aus dem Jahr 1932. 1946 drehte er Geheimnis des Herzens, ein wendungsreiches Melodrama mit Claudette Colbert in der Hauptrolle, das ein großer finanzieller Erfolg wurde. Louis B. Mayer vertraute 1947 Leonard die junge Elizabeth Taylor an, die in dem Film Cynthia den schwierigen Wechsel vom Kinderstar ins Erwachsenenfach zu meistern hatte. Nachdem er 1955 noch Regie bei der italienischen Produktion Die schönste Frau der Welt mit Gina Lollobrigida geführt hatte, ging seine Karriere schließlich dem Ende entgegen.

## Würdigung
Wenige Regisseure hatten über eine so lange Zeit gleichmäßig Erfolg wie Leonard, der jedoch von Seiten der Kritiker selten die Anerkennung erhielt, die er an der Kinokasse bekam. Seine Spezialität waren aufwändig produzierte Starvehikel, die nahezu perfekt den damals typischen MGM-Look repräsentierten: helle Ausleuchtung der Szenen, oft mit Oberlicht, gediegene Ausstattung, exquisite Kostüme und konservative Kameraeinstellung meist aus der Totalen, mit wenigen Schwenks und Überblendungen. Individuelle Regieeinfälle und eine eigene, unverwechselbare Handschrift waren jedoch unter dem strengen Studioregime und dem bei MGM exzessiv ausgeübten Nachdrehen von Szenen als Reaktion auf Probevorführungen, sogenannte Previews, vor einem Testpublikum, weder erwünscht noch angestrebt.   
Gelegentlich jedoch zeigte auch Leonard innovative Einfälle, so etwa mit der stark am Deutschen Expressionismus orientierten Lichtführung in Helgas Fall und Aufstieg mit Greta Garbo. Allerdings blieb dies eher die Ausnahme. Dank der MacDonald-Eddy-Filme war sein Name zeitweilig wieder häufiger auch in Fachzeitschriften zu lesen. Heute wird Leonard weit mehr noch als George Cukor als der führende „Frauenregisseur“ seiner Epoche angesehen. Wie auch bei Victor Fleming wurde der Name von Leonard häufig nicht im Vorspann seiner Filme genannt. 

## Privatleben
Leonard war von 1918 bis 1925 mit der Schauspielerin und Tänzerin Mae Murray verheiratet, die in dieser Zeit Star seiner Filme war. In zweiter Ehe war er mit der Stummfilmschauspielerin Gertrude Olmsted verheiratet. Er starb 1968 im Alter von 78 Jahren in Beverly Hills. Sein Grab befindet sich im Great Mausoleum im Forest Lawn Memorial Park in Glendale, Kalifornien.

## Filmografie (Auswahl)
- 1924: Die Frau, die die Männer bezaubert (Circe, the Enchantress)
- 1926: Der verheiratete Junggeselle (Dance Madness)
- 1926: Mademoiselle Modiste
- 1927: Am Teetisch (Tea for Three)
- 1927: A Little Journey
- 1927: Nur nicht locker lassen (The Demi-Bride)
- 1927: Adam and Evil
- 1928: The Cardboard Lover
- 1928: A Lady of Chance
- 1929: Marianne
- 1930: Die Frau für alle (The Divorcee)
- 1930: Let Us Be Gay
- 1931: The Bachelor Father
- 1931: It’s a Wise Child
- 1931: Five and Ten
- 1931: Helgas Fall und Aufstieg (Susan Lenox (Her Fall and Rise))
- 1932: Strange Interlude
- 1933: Peg o’ My Heart
- 1933: Ich tanze nur für Dich (Dancing Lady)
- 1934: Outcast Lady
- 1935: Nach Büroschluss (After Office Hours)
- 1935: Tolle Marietta (Naughty Marietta)
- 1935: Escapade
- 1936: Wenn der Vater mit dem Sohne … (Piccadilly Jim)
- 1936: Der große Ziegfeld (The Great Ziegfeld)
- 1937: Maienzeit (Maytime)
- 1937: Tarantella (The Firefly)
- 1938: Im goldenen Westen (The Girl of the Golden West)
- 1939: Broadway Serenade
- 1940: New Moon (New Moon)
- 1940: Stolz und Vorurteil (Pride and Prejudice)
- 1940: Dritter Finger, linke Hand (Third Finger, Left Hand)
- 1941: Mädchen im Rampenlicht (Ziegfeld Girl)
- 1941: When Ladies Meet
- 1942: We Were Dancing
- 1942: Stand by for Action
- 1944: Marriage Is a Private Affair
- 1945: Weekend im Waldorf (Week-End at the Waldorf)
- 1946: Geheimnis des Herzens (The Secret Heart)
- 1947: Cynthia (Cynthia)
- 1948: B.F.’s Daughter
- 1949: Geheimaktion Carlotta (The Bribe)
- 1949: Damals im Sommer (In the Good Old Summertime)
- 1950: Nancy geht nach Rio (Nancy Goes to Rio)
- 1950: Die Venus verliebt sich (Duchess of Idaho)
- 1951: Mein Mann will heiraten (Grounds for Marriage)
- 1951: Zu jung zum Küssen (Too Young to Kiss)
- 1952: Everything I Have Is Yours
- 1953: Die Tränen des Clowns (The Clown)
- 1954: The Great Diamond Robbery
- 1954: Ihre zwölf Männer (Her Twelve Men)
- 1955: Des Königs Dieb (The King’s Thief)
- 1955: Die schönste Frau der Welt (La donna più bella del mondo)
- 1956: Kelly and Me